# J. R. Cobb
James Barney "JR" Cobb Jr (Birmingham, Alabama, 5 de febrero de 1944-4 de mayo de 2019) fue un guitarrista y compositor estadounidense.

## Biografía
Su familia se mudó a Jacksonville, Florida en 1953. A la edad de nueve años, él y sus dos hermanos fueron colocados en el Baptist Children's Home en Jacksonville, después de que su padre abandonara a la familia y su madre necesitaba ayuda. Cobb consideró la experiencia como positiva, en general describiéndola como "lo mejor y lo peor que me pudo haber pasado. Lo mejor, porque no habríamos tenido nada en ese momento. Lo peor fue aterrador no ser una familia más". Consideró que la experiencia le proporcionó una sólida ética de trabajo y permaneció en el hogar hasta los 16 años, graduándose de Paxon High School en Jacksonville. Uno de los compañeros graduados de Cobb fue el baterista Robert Nix, quien más tarde se uniría a Cobb para formar la Sección de Ritmo de Atlanta.
En 1970 Cobb se convirtió en un guitarrista de sesión en Doraville (Georgia), en Studio One, tocando en una banda de sesión con miembros de Classics IV y The Candymen que había sido la banda de apoyo de Roy Orbison. El grupo se convirtió en la Sección de Ritmo de Atlanta, como lo nombró Bill Lowery y comenzó a grabar como tal en 1972. Cobb dejó el grupo en 1987. 
Deseaba concentrarse en la composición de canciones y trabajar con Chips Moman con en quien había trabajado por primera vez en Memphis en el estudio de sonido estadounidense Moman's que existió desde 1967 hasta 1972. A mediados de la década de 1970 Moman se había mudado a Nashville. 
Posteriormente a abandonar la sección de ritmo de Atlanta Cobb trabajó con Moman como guitarrista de sesión, y también revisó las canciones que se envían al estudio.